# 乃美尾村
乃美尾村（のみおむら）は、広島県賀茂郡にあった村。現在の東広島市黒瀬町乃美尾ならびに黒瀬学園台にあたる。

## 地理
黒瀬盆地の中央部に位置していた。
- 河川：黒瀬川[1]

## 歴史
- 1889年（明治22年）4月1日、町村制の施行により、賀茂郡乃美尾村が単独で村制施行し、乃美尾村が発足[1][2]。
- 1932年（昭和7年）黒瀬川の湾曲を直線に改修[1]。
- 1954年（昭和29年）3月31日、賀茂郡上黒瀬村、中黒瀬村、下黒瀬村と合併し、町制施行し黒瀬町を新設して廃止された[1][2]。

## 産業
- 農業

## 教育
- 1891年（明治24年）乃美尾簡易小学校が乃美尾尋常小学校（現東広島市立乃美尾小学校）に改組[1]。
- 1948年（昭和23年）県立西条農業学校黒瀬分校（現広島県立黒瀬高等学校）開校[1]。